# 1907 en Espagne
Chronologie de l'Espagne
- 1903
- 1904
- 1905
- 1906
- 1907
- 1908
- 1909
- 1910
- 1911

Cet article présente les faits marquants de l’année 1907 en Espagne.

## Décès
- 13 janvier : Antonio Montes, matador espagnol (° 20 décembre 1876).